# Mingyi (sockenhuvudort i Kina, Heilongjiang Sheng, lat 46,44, long 130,43)
Mingyi (kinesiska: 明义, 明义乡) är en sockenhuvudort i Kina. Den ligger i provinsen Heilongjiang, i den nordöstra delen av landet, omkring 300 kilometer öster om provinshuvudstaden Harbin. Antalet invånare är 26 037. Befolkningen består av 12 648 kvinnor och 13 389 män. Barn under 15 år utgör 14,0 %, vuxna 15-64 år 78 %, och äldre över 65 år 6,0 %.
Runt Mingyi är det ganska tätbefolkat, med 96 invånare per kvadratkilometer. Närmaste större samhälle är Tulongshan, 19,7 km sydväst om Mingyi. Trakten runt Mingyi består till största delen av jordbruksmark.
Genomsnittlig årsnederbörd är 793 millimeter. Den regnigaste månaden är juli, med i genomsnitt 164 mm nederbörd, och den torraste är januari, med 5 mm nederbörd.